# Gamla stan (Stockholms tunnelbana)
Gamla stan ist eine oberirdische Station der Stockholmer U-Bahn. Sie befindet sich im Stadtteil Gamla stan. An der Station halten die Gröna linjen und Röda linjen des Stockholmer U-Bahn-Systems. Dieser Umstand sowie die zentrale Lage in der Innenstadt machen die Station zu einer der vielfrequentierten Stationen des U-Bahn-Netzes. An einem normalen Werktag steigen 25.300 Pendler hier zu und um.
Der Bahnhof wurde am 24. November 1957 in Betrieb genommen, als der U-Bahn-Abschnitt Slussen-Hötorget eingeweiht wurde. Die viergleisige Anlage befindet sich unterhalb der Centralbron. Die Station liegt zwischen den Stationen T-Centralen und Slussen. Bis zum Stockholmer Hauptbahnhof ist es etwa ein Kilometer.

## Reisezeit
| Linie | bis Station     | Reisezeit | bis Station                        | Reisezeit             |
| T17   | Åkeshov         | 24 min    | T-Centralen Slussen                | 2–3 min 1–2 min       |
| T17   | Skarpnäck       | 18 min    | T-Centralen Slussen                | 2–3 min 1–2 min       |
| T18   | Alvik           | 17 min    | T-Centralen Slussen                | 2–3 min 1–2 min       |
| T18   | Farsta strand   | 23 min    | T-Centralen Slussen                | 2–3 min 1–2 min       |
| T19   | Hässelby strand | 36 min    | T-Centralen Slussen                | 2–3 min 1–2 min       |
| T19   | Hagsätra        | 22 min    | T-Centralen Slussen                | 2–3 min 1–2 min       |
| T13   | Ropsten         | 10 min    | T-Centralen Slussen Östermalmstorg | 2–3 min 1–2 min 5 min |
| T13   | Norsborg        | 34 min    | T-Centralen Slussen Östermalmstorg | 2–3 min 1–2 min 5 min |
| T14   | Mörby centrum   | 17 min    | T-Centralen Slussen Östermalmstorg | 2–3 min 1–2 min 5 min |
| T14   | Fruängen        | 16 min    | T-Centralen Slussen Östermalmstorg | 2–3 min 1–2 min 5 min |